# Stanisław Duszewski
Stanisław Duszewski (daty urodzenia i śmierci nieznane) – sztukator działający na terenie Poznania na przełomie XIX i XX wieku. Po roku 1906 ściśle współpracował z poznańskim architektem Paulem Pittem.

## Wybrane realizacje
- Kamienica narożna przy ul. Matejki 40/41 – 1906–1907
- Kamienica przy ul. Dąbrowskiego 55 dla rodziców Pitta – 1910